# 구례로
구례로(Gurye-ro)는 전라남도 순천시 황전면 선변리 선변삼거리와 구례군 마산면 냉천리 냉천 교차로를 잇는 전라남도의 도로이다. 전 구간 국도 제17호선과 국도 제18호선에 속한다.

## 연혁
- 2008년 5월 26일 : 구례로로 명명

## 주요 경유지
전라남도
- 순천시 황전면 - 구례군 (구례읍 · 마산면)

## 노선
전 구간 국도 제17호선과 국도 제18호선에 속하므로 이 노선들의 별도 표기는 생략한다.
| 이름                  | 접속 노선                              | 소재지                                                          | 소재지                                 | 비고 |
| --------------------- | -------------------------------------- | --------------------------------------------------------------- | -------------------------------------- | ---- |
| 선변삼거리 (구례구역) | 국도 제17호선 국도 제18호선 (섬진강로) | 순천시                                                          | 황전면                                 |      |
| 구례교                |                                        | 순천시                                                          | 황전면                                 |      |
| 구례군                | 구례읍                                 |                                                                 |                                        |      |
| 구례군                | 구례읍                                 | 검문소입구 교차로                                               | 섬진강로 신촌길                        |      |
| 구례군                | 구례읍                                 | 산정교                                                          |                                        |      |
| 구례군                | 구례읍                                 | (구례군청앞 회전교차로)                                         | 지방도 제861호선 (봉성로) (수달생태로) |      |
| 구례군                | 구례읍                                 | 구례공영버스터미널                                              | 중앙로                                 |      |
| 구례군                | 구례읍                                 | 서시교 남단                                                     | 서시천로                               |      |
| 구례군                | 구례읍                                 | 서시교                                                          |                                        |      |
| 구례군                | 마산면                                 |                                                                 |                                        |      |
| 구례군                | 냉천 교차로                            | 국도 제17호선 국도 제19호선 (산업로) 국도 제18호선 (섬진강대로) |                                        |      |
| 섬진강대로와 직결     |                                        |                                                                 |                                        |      |

## 주요 건물 및 시설
- 지리산요양병원 (전라남도 구례군 구례읍 구례로 28)
- 한국전력공사 구례지사 (전라남도 구례군 구례읍 구례로 397)
- 전남자연과학고등학교 (전라남도 구례군 구례읍 구례로 409)
- 구례중학교 (전라남도 구례군 구례읍 구례로 433)
- 구례종합사회복지관, 섬진아트홀 (전라남도 구례군 구례읍 구례로 508)